# Trasporto ferroviario a Malta

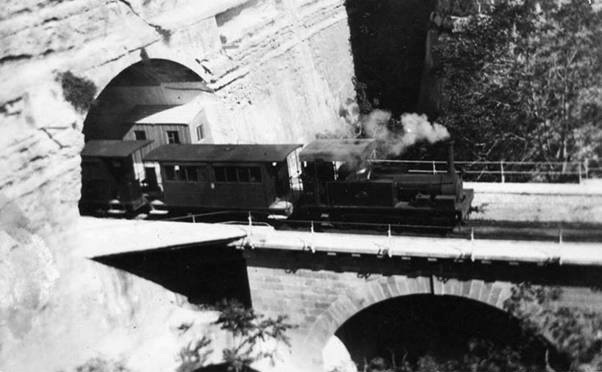
Un treno viaggiatori in uscita dalla galleria della stazione di Valletta

Il trasporto ferroviario a Malta era costituito da una ferrovia con trazione a vapore e da tre linee tranviarie elettriche. Venne interamente dismesso entro il 1931 e sostituito dal trasporto su strada.

## Storia

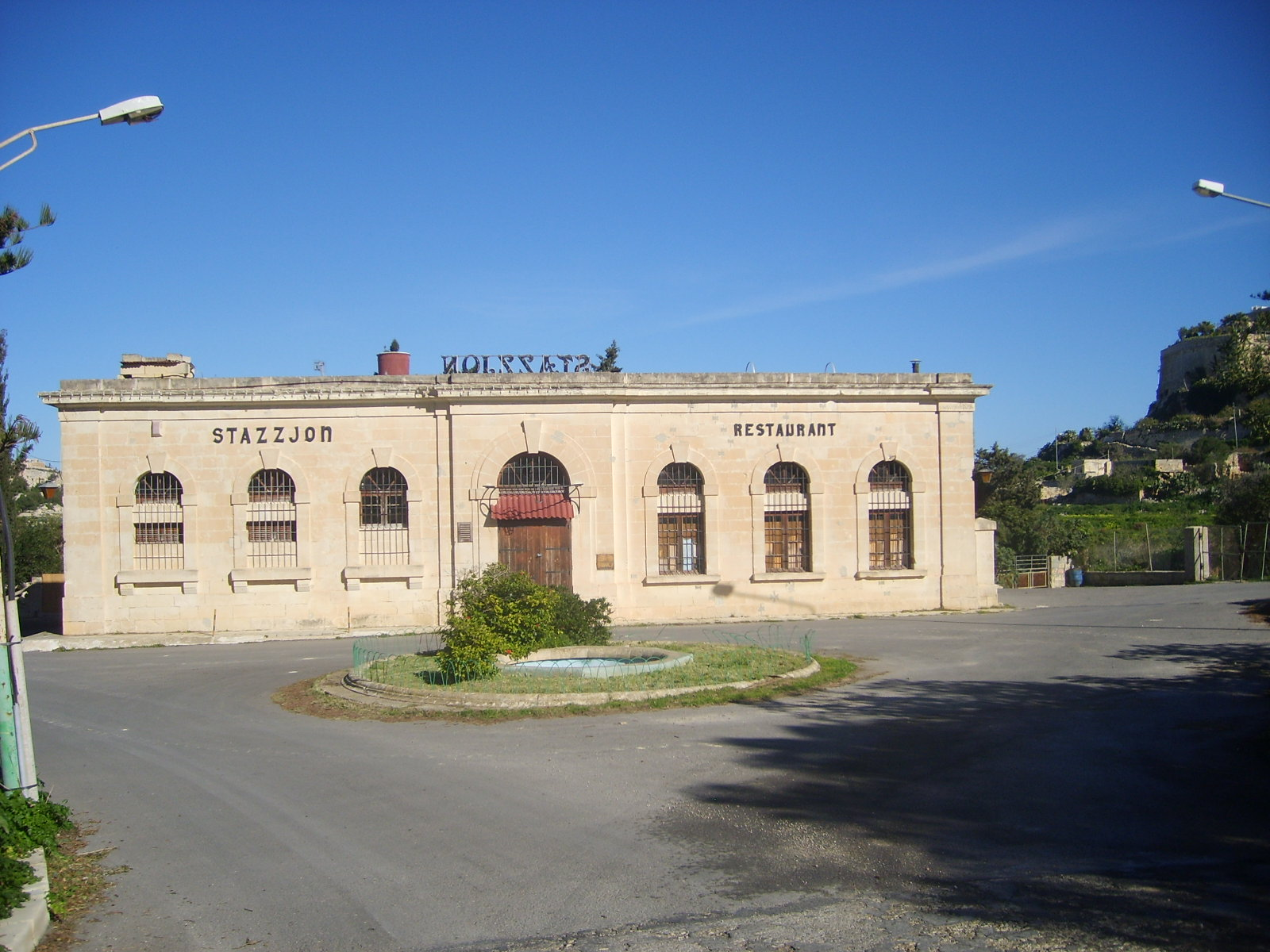
Edificio della stazione di Museum presso Marfa (Imtarfa), nel 2010

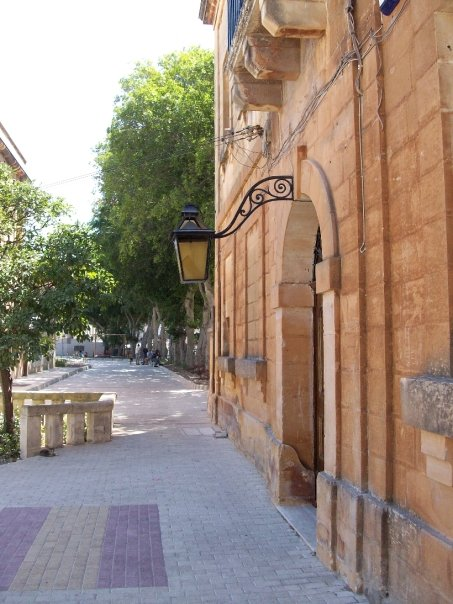
Prospetto della stazione di Birkirkara

Le prime iniziative per la costruzione di una linea ferroviaria che congiungesse La Valletta con l'antica capitale dell'isola, Medina, risalgono al 1870. Ciò avrebbe permesso di diminuire il viaggio tra le due città dalle tre ore necessarie ad un mezzo a trazione animale a circa mezz'ora. Più concreto fu il progetto elaborato nel 1879 dalla Wells-Owen & Elwes di Londra che prevedeva una ferrovia economica a scartamento ridotto ma, a causa dei problemi connessi all'espropriazione dei terreni da attraversare, la linea, della lunghezza di poco meno di 11 km, non fu pronta prima del 1883; il 28 febbraio vi fu l'inaugurazione ufficiale e il 1º marzo avvenne l'apertura all'esercizio con trazione a vapore.
La linea costruita era stata realizzata a scartamento metrico, con curve non minori di 220 m di raggio, pendenza massima del 25 per mille in prossimità della Città Vecchia e armata con rotaie leggere da 19 kg/m. Le prime due stazioni di Valletta e Floriana furono realizzate in sotterraneo. I passaggi a livello erano 18, dei quali 14 custoditi.
Pochi anni dopo, il 1º aprile del 1890, la società proprietaria della ferrovia, la Malta Railway Company Ltd., non avendo provveduto al pagamento dei suoi creditori, finì in bancarotta causando il blocco del servizio ferroviario. Il governatore dell'isola dovette prendere in mano la gestione della ferrovia pagandone i debiti e ciò ne permise la riapertura il 25 gennaio del 1892.
Venne poco tempo dopo approntato un progetto di prolungamento di circa un chilometro e, nel 1895, iniziarono i lavori per la linea che, oltre a raggiungere il suo capolinea presso la stazione di Museum, avrebbe servito anche le caserme militari nei sobborghi di Marfa e la Città Vecchia con una fermata denominata Roman Villa Museum. L'apertura al traffico avvenne nel 1900; la linea raggiunse la sua massima estensione di circa 12 km. La progettata costruzione di una diramazione per Sliema, Musta e Zebbug non si realizzò mai
Nel 1903 si costituì una compagnia privata, la Tramway Company, con l'intento di costruire una rete tranviaria a scartamento metrico e trazione elettrica. Il tram a Malta iniziò a circolare dal 23 febbraio 1905. La tranvia usava vetture a due piani, aperte ai lati e sul ponte superiore. I binari erano in parte paralleli, eccetto che per il percorso sotterraneo, alla linea ferroviaria Valletta-Mdina fino a Birkirkara. La sua costruzione viene ritenuta una concausa, oltre all'avvento di automobili e autobus, della chiusura della ferrovia. Il servizio tranviario venne tuttavia sospeso in seguito al fallimento della società tranviaria in data 15 dicembre 1929. Le infrastrutture tranviarie vennero più tardi smantellate.
I primi problemi economici di gestione della ferrovia si erano manifestati già al tempo della prima guerra mondiale con l'inizio della diffusione del trasporto su strada. L'acquisto di nuove locomotive non aveva arginato il progressivo calo dell'utenza e nonostante qualche progetto di elettrificazione (rimasto sulla carta) venne la decisione di chiusura: il 31 marzo 1931 venne sospeso il servizio e il 2 aprile venne chiusa la linea e il materiale accantonato tra Ħamrun e Birkirkara.
La linea venne utilizzata saltuariamente durante il secondo conflitto mondiale per esigenze militari e soprattutto le gallerie servirono da rifugio antiaereo. Fu oggetto di incursione aerea l'11 giugno del 1940 quando una decina di aerei Savoia-Marchetti S.M.79 bombardò il porto grande, distruggendo anche l'edificio in superficie della stazione del capoluogo Valletta. Parte del materiale rotabile tra cui una locomotiva rimase al deposito di Ħamrun fino al 1944

## Materiale rotabile
Nel corso della sua esistenza la ferrovia utilizzò in tutto 10 locotender a vapore. Di queste le prime 4 unità vennero acquistate dalla compagnia privata Malta Railway Company e costruite, le prime 3, da Manning Wardle and Company di Leeds e la n. 4 da Black, Hawthorn and Company di Gateshead. Il loro rodiggio era 0-3-0; la loro massa di poco più di 22 t. Anche le loro prestazioni erano ridotte: 4 carrozze soltanto fino al capolinea superiore.
Dopo il fallimento della società, la dirigenza governativa ordinò due locomotive più potenti alla Manning Wardle & Co. che avevano il rodiggio 1-3-1, pesavano circa il doppio, 39 t ed erano in grado di trainare 10 carrozze fino a destinazione. Tuttavia fornirono un cattivo risultato in quanto alla loro circolabilità proprio a causa del loro elevato peso assiale in relazione alla leggerezza dell'armamento. Qualche anno dopo vennero ordinate altre quattro locomotive il cui rodiggio, vista l'esperienza negativa delle due precedenti macchine, fu 1-3-2; l'ordine venne fatto alla Beyer, Peacock and Company di Manchester che le consegnò tra il 1895 e il 1903. Queste avevano una massa complessiva di 35,5 t, leggermente inferiore a quella delle n. 5 e n. 6 ma in virtù del rodiggio scelto la massa per asse era di parecchio minore. Nonostante ciò avevano una migliore prestazione potendo trainare nei fatti anche 12 carrozze. In seguito alla positiva esperienza anche le macchine n. 5 e 6 vennero modificate nel rodiggio divenendo anch'esse 1-3-2. La livrea delle macchine era la stessa, nero e verde oliva. Nessuna di esse è stata preservata.
| Numero | Rodiggio | Fabbrica                   | N. di fabbrica | Anno di fabbricazione | Note                                  |
| ------ | -------- | -------------------------- | -------------- | --------------------- | ------------------------------------- |
| 1      | 0-3-0    | Manning, Wardle & Co.      | 842            | 1882                  | Demolita                              |
| 2      | 0-3-0    | Manning, Wardle & Co.      | 843            | 1882                  | Demolita                              |
| 3      | 0-3-0    | Manning, Wardle & Co.      | 844            | 1883                  | Demolita                              |
| 4      | 0-3-0    | Black, Hawtorn & Co.       | 753            | 1884                  | Demolita                              |
| 5      | 1-3-1    | Manning, Wardle & Co.      | 1243           | 1891                  | Modificato rodiggio a 1-3-2, demolita |
| 6      | 1-3-1    | Manning, Wardle & Co.      | 1261           | 1892                  | Modificato rodiggio a 1-3-2, demolita |
| 7      | 1-3-2    | Beyer, Peacock and Company | 3678           | 1895                  | Demolita                              |
| 8      | 1-3-2    | Beyer, Peacock and Company | 3852           | 1896                  | Demolita                              |
| 9      | 1-3-2    | Beyer, Peacock and Company | 4163           | 1899                  | Demolita                              |
| 10     | 1-3-2    | Beyer, Peacock and Company | 4719           | 1903                  | Demolita                              |

I vagoni viaggiatori erano a due assi, con cassa in legno, con telaio portante in acciaio; la cassa era divisa in comparti di prima classe e comparti di seconda classe; quelli di terza classe avevano i sedili disposti da ambo i lati nel senso della lunghezza, l'ingresso avveniva dalle due estremità. L'illuminazione interna in origine fu con lucerne, sostituite in seguito da lampade elettriche alimentate ad accumulatori (dopo il 1900). All'atto della chiusura del servizio il parco era composto di 33 carrozze viaggiatori. Solo una carrozza di terza classe è stata preservata e posta nei pressi del fabbricato della stazione di Birkirkara. Tale carrozza è stata per anni vittima di abbandono e vandalismo fino a che fu rimossa nel 2016 per essere restaurata. Venne riportata alla stazione di Birkirkara qualche anno più tardi. 

## Traffico
Agli inizi un convoglio era in genere costituito da quattro o cinque vagoni; la limitata potenza delle locomotive non permetteva di più per raggiungere il termine della linea con ascesa del 25 per mille. L'orario ufficiale del 1883 prevedeva sette coppie di treni per l'intero percorso con il primo treno da Notable in partenza alle ore 5:13 e l'ultimo in arrivo da Valletta alle ore 19:37. La percorrenza era prevista in 37 minuti sia in senso ascendente che viceversa. Ad essi si aggiungeva una coppia locale mattutina, alle ore 5:58 da Valletta per Hamrun e ritorno subito dopo. In seguito all'arrivo delle locomotive più potenti la composizione massima possibile salì a 12 unità rimorchiate. Il tempo di percorrenza tra i due capolinea era di circa 35 minuti nel senso dell'ascesa e di 30 minuti in quello discendente verso La Valletta. Negli anni venti il turno giornaliero prevedeva 13 coppie di treni tra le due località estreme a cui si aggiungevano alcune coppie circolanti tra Valletta e Attard, Valletta e Birkirkara e Valletta e Ħamrun. Il traffico venne sospeso a partire dal 2 aprile del 1931.

## Percorso

### Ferrovia
La linea aveva inizio da una stazione sotterranea, nei pressi della Porta Reale a La Valletta e dopo avere attraversato l'antico fossato entrava in un lungo tunnel nel quale si trovava anche la stazione di Floriana, sobborgo della città. Nel punto in cui hanno termine le vecchie fortificazioni la linea emergeva all'aria aperta raggiungendo Hamrun. In questa località si trovavano le officine e il deposito dei rotabili. Dopo Hamrun la ferrovia faceva due fermate, prive di fabbricato viaggiatori, raggiungendo Birkirkara e, dopo due ulteriori fermate, Attard. La linea affrontava ora la parte in salita, particolarmente ripida nell'ultima sezione fino a Medina. Nel 1900 venne costruito un ultimo tratto, parte in galleria, sotto la vecchia città fino alla stazione di Museo.
Le stazioni con fabbricato viaggiatori erano sei; le fermate ne erano prive. Erano atte agli incroci solo le stazioni intermedie di Hamrun, Birkirkara, San Salvatore e Medina ed erano muniti di segnali semaforici di protezione soltanto gli impianti di Hamrun e Birkirkara. Numerosissimi erano i passaggi a livello in parte incustoditi.

### Tranvia
Le linee servite all'inizio erano due; successivamente ne venne aperta una terza:
- linea 1, Valletta-Marsa-Paola-Cospicua
- linea 2, Valletta-Ħamrun-Qormi-Żebbuġ
- linea 3, Valletta-Ħamrun-Birkirkara

Un'estensione originariamente prevista del percorso fino a Musta non venne realizzata.
| Pier | Unknown route-map component "extKBHFa" | Unknown route-map component "uexKBHFa" |

|  | Unknown route-map component "extSTRe" | Unknown route-map component "uexHST" |

|  | Unknown route-map component "exhSTRae" | Unknown route-map component "uexHST" |

|  | Unknown route-map component "extSTRa" | Unknown route-map component "uexHST" |

|  | Unknown route-map component "extHST" | Unknown route-map component "uexHST" |

|  | Unknown route-map component "extSTRe" | Unknown route-map component "uexHST" |

|  | Unknown route-map component "exhSTRae" | Unknown route-map component "uexHST" |

|  | Unknown route-map component "exBHF" | Unknown route-map component "uexHST" |

|  | Unknown route-map component "exHST" | Unknown route-map component "uexHST" |

|  | Unknown route-map component "exHST" | Unknown route-map component "uexHST" |

|  | Unknown route-map component "exBHF" | Unknown route-map component "uexKBHFe" |

| Unknown route-map component "exHST" |

| Unknown route-map component "exHST" |

| Unknown route-map component "exHST" |

| Unknown route-map component "exBHF" |

| Unknown route-map component "exBHF" |

| Unknown route-map component "exTUNNEL1" |

| Unknown route-map component "exKBHFe" |

Carta della linea tranviaria di Malta.

Molte delle infrastrutture ferroviarie sono ancora esistenti; il fabbricato viaggiatori della stazione di Valletta venne distrutto dai bombardamenti durante la seconda guerra mondiale e non esiste più. La parte sotterranea di essa è utilizzata quale garage
Il fabbricato viaggiatori della stazione di Birkirkara, oggi situato all'interno di un parco pubblico chiamato Gnien L-Istazzjon, è stato usato per anni come scuola dell'infanzia sino al 2017, quando l'edificio fu preso in gestione da una società di appassionati in materia che restaurarono la stazione e la resero un museo, attuale Malta Railway Museum, aperto nel 2022. Presso la stessa stazione è inoltre conservato l'unico pezzo di materiale rotabile sopravvissuto.

## Le stazioni sotterranee
La stazione di Valletta era costituita da un elegante fabbricato a livello stradale addossato ad uno sperone roccioso sul promontorio; la struttura era ad un solo livello, ad otto luci con due porte di accesso e una coppia di finestre intercalate. Ciascuna luce era separata dall'altra da una finta colonna a capitello ionico. Il frontone era sormontato da una ringhiera a colonnine che nascondeva il tetto vero e proprio con un positivo effetto sull'aspetto complessivo dell'edificio. Il fascio binari era sotterraneo e vi si accedeva scendendo mediante tre rampe di scale. I binari erano due e terminavano contro una piattaforma girevole che permetteva di trasferire la locomotiva giunta a fine corsa sul binario adiacente. L'edificio venne distrutto dai bombardamenti italiani durante la seconda guerra mondiale.

La stazione di Floriana era costituita da un piccolo fabbricato in superficie, di forma rettangolare, tramite il quale si accedeva ad una galleria pedonale in discesa composto da una prima rampa in discesa fino alla stanza posta sotto il pozzo di aerazione e da una seconda, sempre in discesa ma in senso opposto; ad una profondità di circa 35 metri si raggiungeva la banchina, posta nello slargo della galleria ferroviaria, con una configurazione molto simile alla fermata sotterranea di una metropolitana inglese eo della ferrovia

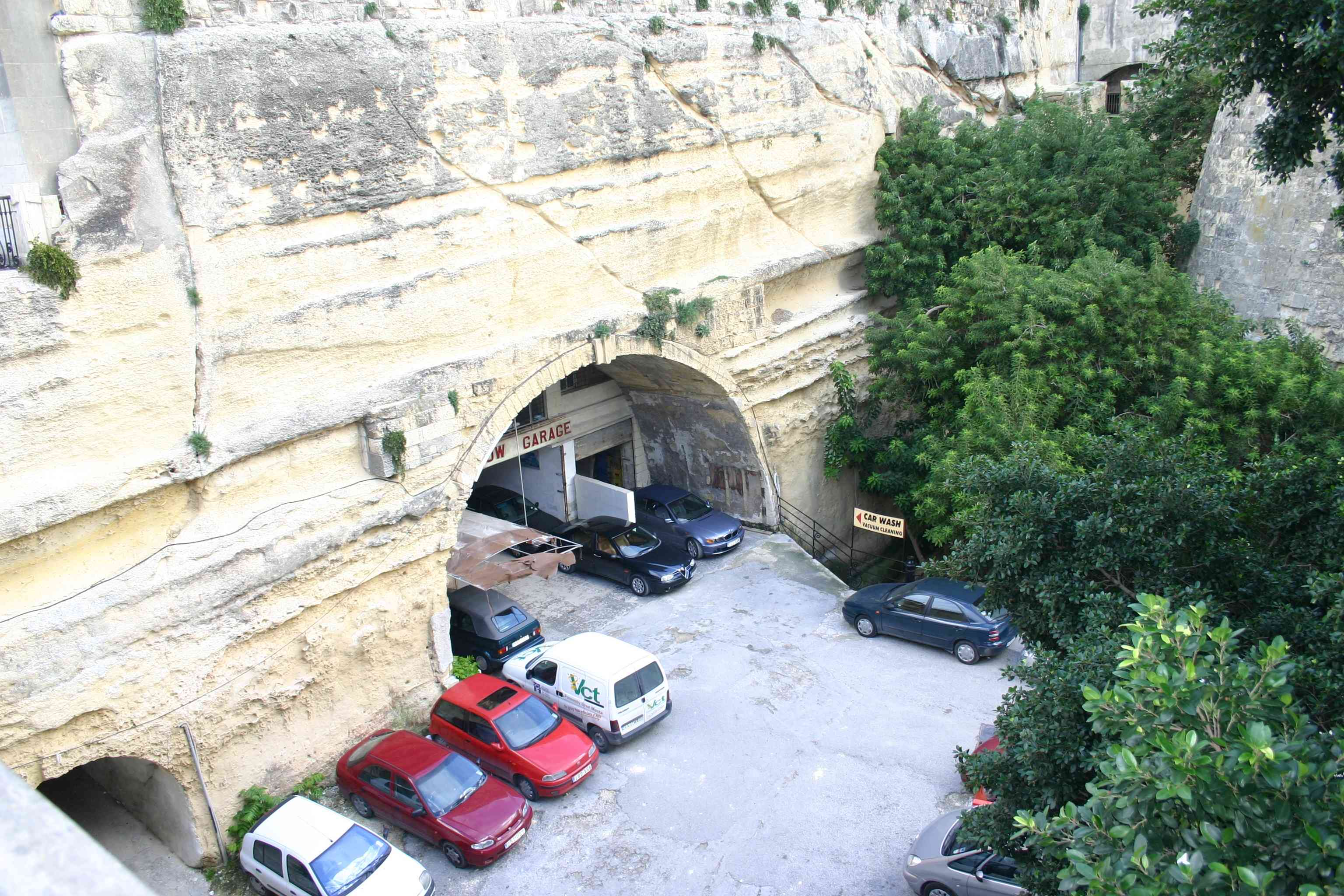
Ingresso della galleria della stazione di Valletta

Dal 1998, in Attard, un piccolo museo privato espone immagini, documenti e oggetti della ferrovia nonché alcuni diorami in scala 1:148 (realizzati da Nicholas Azzopardi tra il 1981 e 1985); il tutto è visibile su richiesta.